# 全日本タワー連盟
全日本タワー連盟（ぜんにほんタワーれんめい）とは、日本国内の20のタワーで運営されている協議会。全国を4つのブロックに分けて活動している。
1961年、東京タワー、通天閣、名古屋テレビ塔の3塔で全日本タワー協議会の名称で発足した。2025年4月1日より、団体名称が全日本タワー連盟へと変更された。

## 加盟タワー
|            | 名称                         | 画像 | 所在地               | 高さ   | 竣工年 | 設計者                                                   | 使用用途                                   | 備考                                               |
| ---------- | ---------------------------- | ---- | -------------------- | ------ | ------ | -------------------------------------------------------- | ------------------------------------------ | -------------------------------------------------- |
| イースト   | さっぽろテレビ塔             |      | 北海道札幌市中央区   | 144m   | 1956年 | 内藤多仲                                                 | 電波塔 観光・展望                          | 登録有形文化財 タワー六兄弟（四男）                |
| イースト   | 五稜郭タワー                 |      | 北海道函館市         | 107m   | 2006年 | 清水建設                                                 | 観光・展望                                 |                                                    |
| イースト   | 行田タワー                   |      | 埼玉県行田市         | 59.65m | 2001年 | マルタ設計                                               | 自然学習 観光・展望 地域物産販売           | 旧称は古代蓮会館 2024年に正式改名                  |
| イースト   | 銚子ポートタワー             |      | 千葉県銚子市         | 57.7m  | 1991年 | 横河建築設計事務所                                       | 千葉県水産業振興のシンボル                 |                                                    |
| イースト   | 千葉ポートタワー             |      | 千葉県千葉市中央区   | 125m   | 1986年 | 日建設計                                                 | 展望 千葉県民500万人突破を記念             |                                                    |
| イースト   | 東京タワー                   |      | 東京都港区           | 333m   | 1958年 | 内藤多仲                                                 | 総合電波塔 展望 フットタウンビル営業       | 登録有形文化財 タワー六兄弟（五男）                |
| イースト   | 横浜マリンタワー             |      | 神奈川県横浜市中区   | 125m   | 1961年 | 清水建設                                                 | 観光交流施設 展望 飲食店舗等               |                                                    |
| セントラル | 中部電力 MIRAI TOWER         |      | 愛知県名古屋市中区   | 180m   | 1954年 | 内藤多仲                                                 | マルチメディア放送電波鉄塔 展望            | 日本初の集約電波塔 重要文化財 タワー六兄弟（長男） |
| セントラル | 東山スカイタワー             |      | 愛知県名古屋市千種区 | 134m   | 1989年 | 日本総合建築事務所                                       | 観光・展望 防災行政無線塔                  |                                                    |
| セントラル | 東尋坊タワー                 |      | 福井県坂井市         | 55m    | 1964年 | 村中建設 合同建築事務所                                  | 観光・展望 土産屋                          |                                                    |
| セントラル | ツインアーチ138              |      | 愛知県一宮市         | 138m   | 1964年 | 伊藤建築設計事務所                                       | 展望                                       |                                                    |
| セントラル | クロスランドタワー           |      | 富山県小矢部市       | 118m   | 1994年 | 水野一郎 田中光                                          | 観光・展望                                 |                                                    |
| カンサイ   | 通天閣                       |      | 大阪府大阪市浪速区   | 108m   | 1956年 | 内藤多仲                                                 | 観光・展望                                 | 登録有形文化財 タワー六兄弟（次男）                |
| カンサイ   | ニデック京都タワー           |      | 京都府京都市下京区   | 131m   | 1964年 | 山田守 構造設計：棚橋諒                                  | 産業・文化・観光の一大センター             |                                                    |
| カンサイ   | 神戸ポートタワー             |      | 兵庫県神戸市中央区   | 108m   | 1963年 | 日建設計                                                 | 観光・展望                                 |                                                    |
| カンサイ   | 梅田スカイビル               |      | 大阪府大阪市北区     | 173m   | 1993年 | 原広司+アトリエ・ファイ建築事務所 木村俊彦構造設計事務所 | 展望 事務所 多目的ホール 貸会議室 飲食店舗 |                                                    |
| ウエスト   | 福岡タワー                   |      | 福岡県福岡市早良区   | 234m   | 1989年 | 日建設計                                                 | 観光・展望 電波塔                          |                                                    |
| ウエスト   | オーヴィジョン海峡ゆめタワー |      | 山口県下関市         | 153m   | 1996年 | NTTファシリティーズ                                      | 山口県のシンボルタワー                     |                                                    |
| ウエスト   | 夢みなとタワー               |      | 鳥取県境港市         | 43m    | 1997年 | 計画・環境建築（杉本洋文）                               | 鳥取県の観光振興                           |                                                    |
| ウエスト   | 別府タワー                   |      | 大分県別府市         | 100m   | 1957年 | 内藤多仲                                                 | 観光・展望 広告搭                          | 登録有形文化財 タワー六兄弟（三男）                |

## 過去の加盟タワー
| 名称           | 画像 | 所在地               | 高さ | 竣工年 | 設計者   | 使用用途   | 備考         |
| -------------- | ---- | -------------------- | ---- | ------ | -------- | ---------- | ------------ |
| ゴールドタワー |      | 香川県綾歌郡宇多津町 | 158m | 1988年 | 三井建設 | 観光・展望 | 2020年に退会 |

## 展望の日
2006年から、10月1日を展望の日と制定。各加盟タワーにおいて、来場者へ特典プレゼントを贈呈するなどのイベントが行われている。

## スタンプラリー
2010年の展望の日（10月1日）から、「All-Japan20タワーズスタンプラリー」を実施している。各加盟タワーを訪問してスタンプを集め、ブロック全てのスタンプを集めた来場者にはブロック認定証と記念品が、20タワー全てのスタンプを集めた来場者には完全制覇認定証と特別記念品が贈られる。